# 比亚纳
比亚纳（西班牙語：Viana）是西班牙纳瓦拉的一个市镇。总面积79平方公里，总人口3425人（2001年），人口密度43人/平方公里。